# فيليب غوتييه
فيليب غوتييه (بالفرنسية: Philippe Gautier)‏ هو عالم حاسوب وشخصية أعمال ومهندس فرنسي، ولد في 1928.